# ماذا تقولين
ماذا تقولين (بالإنجليزية: Whatcha Say)‏ هي أول أغنية منفردة للمغني الأمريكي جيسون ديرولو. تم إصدار الأغنية في 5 مايو 2009 للتحميل الرقمي، كأغنية تابعة لألبومه الأول جيسون ديرولو.